# María Teresa Corral
María Teresa Corral (Buenos Aires, 1931), también llamada María Teresa del Corral, es una cantante, compositora, música, y docente argentina de niños.
En 1965 compuso la primera canción de su carrera, la cual tituló "Invierno".
Cofundó, junto a Los Musiqueros, Daniel Viola, Caracachumba y Sonsonando, el Movimiento de Música para Niños (MOMUSI), en 1997. Esta última sigla fue propuesta por Corral, al jugar y juntar los sonidos "MO" (Movimiento) y "MUSI" (Música).
María Teresa Corral fue creadora del sello discográfico La Cornamusa, donde supo editar, además de sus discos, a una selección de músicos de excelencia como: Bola de Nieve, Los que Iban Cantando, Oyantay, Daniel Viglietti, Agustín Carlevaro, Abel Carlevaro y Conjunto Studio der Frúen Musik de Múnich entre otros.
Condujo el programa radial "A parar la oreja", entre los años 1984 y 1994, primero por AM Radio Municipal y luego por FM Palermo de Buenos Aires, Argentina.
Escribió “Canción, pasión y compromiso”, libro editado por CICCUS y lanzado a fines del año 2022.

## Discografía
- 1969: "Vamos a inventar canciones"
- ????: "Sin permiso sale el sol" - LA CORNAMUSA
- ????: "¿Y Mambrú?" - Junto a Osvaldo Terranova - LA CORNAMUSA
- ????: "El Rondó de La Gallina... y la yapa" - LA CORNAMUSA
- 1976: "Estás creciendo" - LA CORNAMUSA
- 1982: "La Murga y el Picaflor" - Junto a Hugo Arana - LA CORNAMUSA
- 2011: "Como las ramas al árbol"

En LP, casete y CD